# Born in the U.S.A.
Born in the USA — сьомий студійний альбом американського рок-виконавця Брюса Спрінгстіна, випущений в червні 1984. Найуспішніший альбом в кар'єрі музиканта і один з найуспішніших в історії США.

## Список композицій
Автор музики і слів Брюс Спрінгстін. 
| #   | Назва                    | Тривалість |
| --- | ------------------------ | ---------- |
| 1.  | «Born in the U.S.A.»     | 4:39       |
| 2.  | «Cover Me»               | 3:27       |
| 3.  | «Darlington County»      | 4:48       |
| 4.  | «Working on the Highway» | 3:11       |
| 5.  | «Downbound Train»        | 3:35       |
| 6.  | «I'm on Fire»            | 2:37       |
| 7.  | «No Surrender»           | 4:00       |
| 8.  | «Bobby Jean»             | 3:46       |
| 9.  | «I'm Goin' Down»         | 3:29       |
| 10. | «Glory Days»             | 4:15       |
| 11. | «Dancing in the Dark»    | 4:00       |
| 12. | «My Hometown»            | 4:34       |